# دوشاخ (رستاق)
دوشاخ (بالفارسية: دوشاخ) هي قرية تقع في إيران في Rostaq Rural District. يقدر عدد سكانها بـ 23 نسمة بحسب إحصاء 2016.